# Ermita de la Misericordia (Meliana)
La Ermita de la Misericordia es un templo situado en la carretera N-340, en el municipio de Meliana. Es Bien de Relevancia Local con identificador número 46.13.166-002.

## Historia
Aunque el templo actual se edificó en 1906, la tradición de esta ermita se remonta a la batalla del Puig (1237), que permitió la adquisición de estas tierras por Jaime I de Aragón. También se conservaba aquí una cruz de término del siglo XV.
El edificio estaba en un extremo de la población, pero el desarrollo urbanístico llevó a que quedara a fines del siglo XX e inicios del XXI rodeado de edificios de viviendas de mucho mayor volumen que el templo. A inicios del XXI, el templo presentaba síntomas de deterioro y abandono que llevaron a su restauración.

## Descripción
Aunque rodeada de edificios de viviendas, la ermita se encuentra exenta, rodeada de un jardín vallado por un muro de ladrillo con verjas metálicas.
La fachada está dividida verticalmente en tres partes, encontrándose en la central la puerta de acceso, enmarcada en arcos de medio punto que imitan el estilo románico. Sobre ella y enmarcado por un arco también de medio punto, se encuentra un grupo de tres ventanas alargadas, siendo la central más alta que las laterales. Está rematada la fachada por un frontón triangular sobre el que se alza una espadaña que alberga una campana. Sobre la espadaña hay una cruz de hierro.
El edificio es de planta de cruz latina. Los brazos están cubiertos por tejados a dos aguas, y en el crucero se levanta un cimborrio octogonal. El interior se ilumina a través de las ventanas de la fachada, dotadas de vidrieras, y por óculos situados en el crucero.
El suelo de la nave y el crucero están revestidos con mosaicos Nolla, fabricados por una empresa melianense.